# Midnight roses
Midnight Roses var en musikgrupp som bildades 1988 av sångaren och låtskrivaren Frank Bakken, bandets övriga medlemmar var: Maria Lundin (Bas), Torbjörn Lindström (Trummor) Jeanette Lindskog (Gitarr) och Ola Dahl (Gitarr).
Bandet gav ut två skivor, men spilttrades 1993.